# 青空の扉 〜THE DOOR FOR THE BLUE SKY〜
『青空の扉 〜THE DOOR FOR THE BLUE SKY〜』（あおぞらのとびら ザ・ドア・フォア・ザ・ブルー・スカイ）は、1996年11月11日に発売された、浜田省吾の14枚目のアルバム。

## 概要
前作『その永遠の一秒に 〜The Moment Of The Moment〜』から3年ぶりとなるオリジナルアルバムで、収録曲「さよならゲーム」が先行シングルとして発売された。
キャッチコピーは『もし浜田省吾が兄貴だったら、君の恋を何と言うだろう。』。
テーマは「新しい恋に落ちた瞬間」（＝青空への扉を開けるとき）で、浜田のルーツであるR&Bをベースに作成されたアルバム。1990年代前半の精神的に落ち込んでいた状態から抜け出し、ポジティブなメッセージが力強く描かれている。構想段階から、ラブソングだけのアルバムを作るつもりで制作された。
浜田自身、本作発売時のインタビュー等で「自分のキャリアの中で最高傑作」と度々発言していた。その後も「音楽の神様が与えてくれたご褒美のようなアルバム」「自分の作品の中から好きなアルバムを1枚挙げろと言われたら『青空の扉』を選ぶかもしれない」「凄くパーソナルな作品」と語っている。あまりにも満足のいくアルバムが出来たため、その後のアルバム作りになかなか取り掛かれないほどだったそうである。
アルバムに同封されているブックレットには、ヒゲを生やした浜田の写真が掲載されている。本人は割と気に入っていたようだが、周りには不評だったため、その後、直ぐに止めた。

## 記録
オリコンでは、初登場1位を獲得した。

## 収録曲
| 全作詞・作曲: 浜田省吾（#1のみ、Phil Spector, Ellie Greenwich, Jeff Barry）。 |                                                   |                                                                    |                                                                    |            |      |
| #                                                                             | タイトル                                          | 作詞                                                               | 作曲・編曲                                                         | 編曲       | 時間 |
| 1.                                                                            | 「BE MY BABY」                                    | 浜田省吾 （#1のみ、 Phil Spector , Ellie Greenwich , Jeff Barry ） | 浜田省吾 （#1のみ、 Phil Spector , Ellie Greenwich , Jeff Barry ） | 町支寛二   | 2:48 |
| 2.                                                                            | 「さよならゲーム」(GOOD-BYE TO THE GAME)          | 浜田省吾 （#1のみ、 Phil Spector , Ellie Greenwich , Jeff Barry ） | 浜田省吾 （#1のみ、 Phil Spector , Ellie Greenwich , Jeff Barry ） | 水谷公生   | 3:43 |
| 3.                                                                            | 「二人の絆」(THE LAST LOVE)                       | 浜田省吾 （#1のみ、 Phil Spector , Ellie Greenwich , Jeff Barry ） | 浜田省吾 （#1のみ、 Phil Spector , Ellie Greenwich , Jeff Barry ） | 梁邦彦     | 4:32 |
| 4.                                                                            | 「彼女はブルー」(SHE'S IN BLUE)                   | 浜田省吾 （#1のみ、 Phil Spector , Ellie Greenwich , Jeff Barry ） | 浜田省吾 （#1のみ、 Phil Spector , Ellie Greenwich , Jeff Barry ） | 町支寛二   | 5:34 |
| 5.                                                                            | 「紫陽花のうた」(HYDRANGEAS IN KITAKAMAKURA)      | 浜田省吾 （#1のみ、 Phil Spector , Ellie Greenwich , Jeff Barry ） | 浜田省吾 （#1のみ、 Phil Spector , Ellie Greenwich , Jeff Barry ） | 梁邦彦     | 5:00 |
| 6.                                                                            | 「君去りし夏」(SIXTEEN IN THE SUMMER)             | 浜田省吾 （#1のみ、 Phil Spector , Ellie Greenwich , Jeff Barry ） | 浜田省吾 （#1のみ、 Phil Spector , Ellie Greenwich , Jeff Barry ） | 町支寛二   | 5:11 |
| 7.                                                                            | 「恋は魔法さ」(MAGIC IN THE SUMMER NIGHT)         | 浜田省吾 （#1のみ、 Phil Spector , Ellie Greenwich , Jeff Barry ） | 浜田省吾 （#1のみ、 Phil Spector , Ellie Greenwich , Jeff Barry ） | 水谷公生   | 4:17 |
| 8.                                                                            | 「君がいるところが My sweet home」(MY SWEET HOME) | 浜田省吾 （#1のみ、 Phil Spector , Ellie Greenwich , Jeff Barry ） | 浜田省吾 （#1のみ、 Phil Spector , Ellie Greenwich , Jeff Barry ） | 古村敏比古 | 3:28 |
| 9.                                                                            | 「あれから二人」(AFTER ALL THESE YEARS)           | 浜田省吾 （#1のみ、 Phil Spector , Ellie Greenwich , Jeff Barry ） | 浜田省吾 （#1のみ、 Phil Spector , Ellie Greenwich , Jeff Barry ） | 星勝       | 5:17 |
| 10.                                                                           | 「Because I love you」(BECAUSE I LOVE YOU)        | 浜田省吾 （#1のみ、 Phil Spector , Ellie Greenwich , Jeff Barry ） | 浜田省吾 （#1のみ、 Phil Spector , Ellie Greenwich , Jeff Barry ） | 星勝       | 5:21 |
| 11.                                                                           | 「青空のゆくえ」(CRY OVER YOU)                    | 浜田省吾 （#1のみ、 Phil Spector , Ellie Greenwich , Jeff Barry ） | 浜田省吾 （#1のみ、 Phil Spector , Ellie Greenwich , Jeff Barry ） | 星勝       | 5:51 |
| 合計時間:                                                                     | 合計時間:                                         | 合計時間:                                                          | 51:02                                                              |            |      |

## 楽曲解説
1. BE MY BABY
  - ザ・ロネッツの1963年のヒット曲のカバー。フィル・スペクターのウォール・オブ・サウンドを代表する楽曲。
2. さよならゲーム
  - TBS系音楽番組『COUNT DOWN TV』エンディングテーマ[2]。
  - アルバムの先行シングルとして発売され、オリコン第4位のヒットを記録した。
3. 二人の絆
4. 彼女はブルー
5. 紫陽花のうた
  - 神奈川県鎌倉市北鎌倉駅を舞台にしたバラード曲。
6. 君去りし夏
7. 恋は魔法さ
  - 1995年に発売された、事務所の後輩であるスピッツ等とコラボレーションした楽曲のアルバムバージョン。
8. 君がいるところが My sweet home
9. あれから二人
  - 「さよならゲーム」のカップリング曲。
10. Because I love you
11. 青空のゆくえ
  - 浜田曰く「曲を作っていると、中には凄い手ごたえというか、満足感を得られる曲がある」という作品である。

## 参加ミュージシャン
| BE MY BABY - Drums：小田原豊 - Bass：美久月千晴 - Guitars：武沢豊, 吉川忠英, 嘉多山信, 笛吹利明, 谷康一 - Keyboards：小島良喜 - Strings：DAVID CAMPBELL Group - Hand Clap：WHACHO, 中島オバヲ, 町支寛二, 新川富之, TAKEAKI SUGIYAMA - Chorus：町支寛二, 浜田省吾, LORI PERRY, DARLENE PERRY, CAROL PERRY さよならゲーム - Drums：木村万作 - Bass：岡沢茂 - Guitars：水谷公生 - Keyboards：福田裕彦 - Hones：GREG ADAMS Hone Section - Percussions：LUIS CONTE - Blues Harp：JIMMY Z - Chorus：町支寛二 二人の絆 - Drums：大久保敦夫 - Bass：坂井紀雄 - Guitars：古川望, 鎌田ジョージ - Keyboards：梁邦彦 - Synthesizer Operation：森康成 - Trumpets & FlugelHorns：小林正弘, 菅坂雅彦 - Saxophones：古村敏比古 - Trombone：清岡太郎 - Percussion：梯郁夫 - Chorus：町支寛二, 浜田省吾 彼女はブルー - Drums：小田原豊 - Bass：美久月千晴 - Guitars：武沢豊, MIKE LANDAU - Keyboards：小島良喜 - Blues Harp：JIMMY Z - Chorus：町支寛二, 浜田省吾 紫陽花のうた - Bass & Mandolin：渡辺等 - Guitars：古川望 - Keyboards：梁邦彦 - Synthesizer Operation：森康成 - Strings：桑野聖 Group - Recorder：旭孝 - Percussion：梯郁夫 - Chorus：町支寛二, 浜田省吾 君去りし夏 - Bass：バカボン鈴木 - Guitars：武沢豊, DEAN PARKS - Keyboards：小島良喜 - Synthesizer Operation：根岸"Negibo"孝旨, 石川鉄男 - Percussion：WHACHO, 中島オバヲ - Chorus：町支寛二 | 恋は魔法さ - Drums：木村万作 - Bass：岡沢茂 - Guitars：水谷公生 - Keyboards：福田裕彦 - Strings：JOE KATO Group - Glocken：大石真理恵 - Percussion：LUIS CONTE - Female Vocal & Chorus：鈴木祥子 - Chorus：町支寛二 君がいるところが My sweet home - Drums：古田たかし - Bass：根岸"Negibo"孝旨 - Keyboards：梁邦彦 - Guitars：古川望 - Trumpets：小林正弘 - Saxophones：古村敏比古 - Percussion：大久保敦夫 - Chorus：町支寛二, 浜田省吾 あれから二人 - Drums：小田原豊 - Bass：バカボン鈴木 - Guitars：武沢豊, DEAN PARKS - Keyboards：小島良喜 - Synthesizer Operation：武沢豊, 石川鉄男 - Strings：DAVID CAMPBELL Group - Chorus：町支寛二, 浜田省吾 Because I love you - Drums：小田原豊 - Bass：美久月千晴 - Guitars：武沢豊 - Keyboards：中西康晴, 小島良喜, GREG PHILLINGANES - Synthesizer Operation：武沢豊, 石川鉄男 - Chorus：町支寛二, 浜田省吾 青空のゆくえ - Drums：小田原豊 - Bass：バカボン鈴木 - Guitars：武沢豊, DEAN PARKS, MIKE LANDAU - Keyboards：中西康晴, 小島良喜 - Synthesizer Operation：武沢豊, 石川鉄男 - Strings：DAVID CAMPBELL Group - Chorus：町支寛二, 浜田省吾 |